# Castillo de San Jorge de Alfama
El Castillo de San Jorge de Alfama es una fortaleza de defensa construida en la primera mitad del siglo XVIII en uno de los puntos de costa del Golfo de San Jorge, en el término de La Ametlla de Mar en la comarca catalana del Bajo Ebro (provincia de Tarragona). Está incluido en el Inventario del Patrimonio Arquitectónico de Cataluña y protegido como Bien Cultural de Interés Nacional.

## Historia
Situado en el borde de una antigua vía romana, la primera noticia documental que tenemos sobre el lugar data del siglo XIII (1201), cuando Pedro II de Aragón y Ramón de Montcada construyeran un convento y un hospital, en honor a Dios y san Jorge, dependiendo de la iglesia de Tortosa. Este grupo de religiosos se organizó en orden militar, la de San Jorge de Alfama, reconocida por el papa en 1373. El sentido del establecimiento estaba en relación con el interés por repoblar la extensa zona desértica que separaba Tortosa del resto de Cataluña y para proteger la costa de los ataques marítimos de la piratería. En función de ello se concedieron por parte de los monarcas varios privilegios, pero los intentos de atraer nuevos pobladores resultaron inútiles.
El siglo XIV parece que fue la época de mayor prosperidad de la orden. Hacia el 1400 la orden de San Jorge se incorporó a la de Santa María de Montesa, que a finales del mismo siglo abandonó la fortaleza, que permaneció bajo la jurisdicción de Tortosa. El lugar quedó reducido a priorato. Sin embargo, en el año 1575 y después de un pleito, la orden de Montesa recuperó el control del castillo de Alfama y un año más tarde era restaurado el priorato. En 1650, con la Guerra dels Segadors el lugar fue bombardeado y quedó reducido a escombros.
La reorganización de las defensas costeras, en los últimos tiempos del siglo XVII y el inicio del XVIII, supuso la reedificación del conjunto, según el llamado método Vauban. Los sillares de la antigua fortaleza que no se rompieron fueron aprovechados para construir la actual, pero en otro emplazamiento, algo más hacia el interior. Este nuevo fortín marítimo fue edificado entre 1732 y 1733 con el objetivo de vigilar rutas marítimas, durante el reinado de Felipe V de Castilla. Gran parte de los restos actuales corresponden a esta segunda etapa constructiva. En 1985 se realizó una campaña de restauración y conservación, subvencionada por el Departamento de Cultura de la Generalidad de Cataluña, consolidando algunos puntos y limpiando su interior.

## Descripción

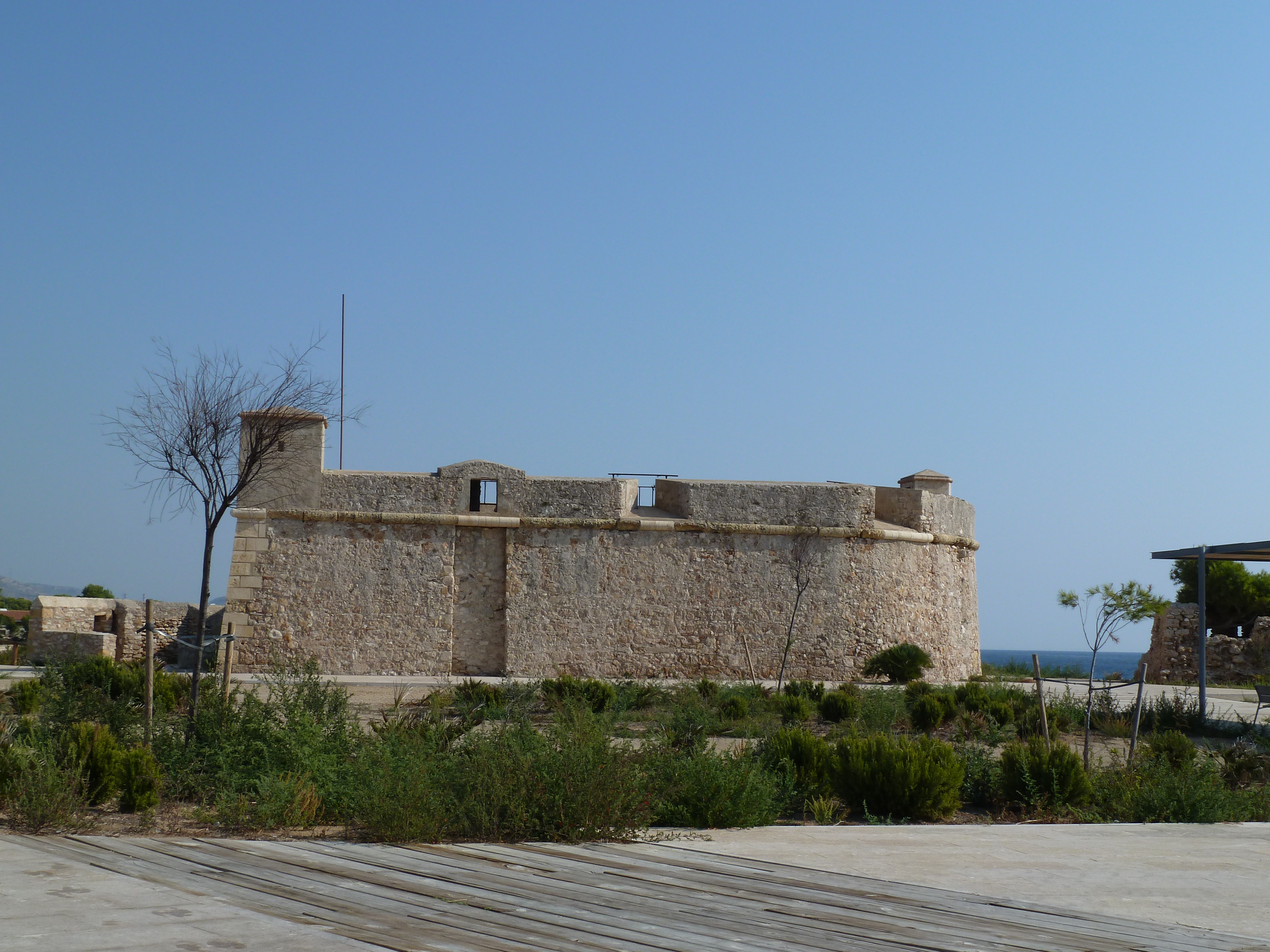
Vista de la Torre fortaleza de San Jorge de Alfama.

Conjunto situado entre el «Coll de Balaguer» y la desembocadura del Ebro que constituye un lugar de paso forzoso, tanto para la vía terrestre como para la vía marítima. Está formado por los restos de un castillo de origen medieval y de una fortaleza de época moderna. El estado de conservación del castillo es de ruina, dado que en algunas zonas sólo quedan fragmentos de la parte baja de los muros y en otros tan sólo las huellas, que definen la forma de la planta y denotan la poca consistencia de la fábrica, hecha de mampostería. El mal estado de este conjunto más antiguo se debe tanto a la destrucción sufrida como a que se aprovecharon las piedras para construir el fortín del siglo XVIII que hay al lado. Los restos del castillo dibujan una planta de forma trapezoidal adaptada al terreno. Se han conservado tramos de muralla en los lados sur, oeste, y norte. Se puede ver una parte del muro correspondiente al ángulo suroeste construido con grandes bloques de piedra bien escuadrados que arrancan prácticamente desde el nivel del mar y que se adosan a la roca en parte conservada. En la construcción medieval corresponden probablemente una dañada torre y restos de naves interiores en los niveles inferiores. Conocemos, sin embargo, la estructura del conjunto gracias a una descripción de 1576, era un cuerpo fortificado de planta cuadrada, centrado por un patio alrededor del cual se distribuían el dormitorio, la iglesia y otras dependencias típicas de un convento, en un total de ocho salas. Se cita también una torre a modo de atalaya.
La fortaleza, que hay lado, corresponde a una construcción de los siglos XVII-XVIII siguiendo el sistema de  fortificación del francés Vauban, con un patio poligonal inferior rodeado de una ristra de torres, bastiones y revellines. Se levantaron dos gruesos muros paralelos, unidos frontalmente por otro en forma de arco escarzano, que protegían toda una serie de torres y estancias interiores organizadas alrededor del patio central. En el cuarto de los muros, se situaba la entrada, protegida por dos líneas de muro avanzadas.